# Fondo de Compensación a las víctimas del 11 de septiembre
El Fondo de Compensación para Víctimas del 11 de Septiembre (VCF) fue creado por una ley del Congreso, la Ley de Estabilización del Sistema y Seguridad del Transporte Aéreo (49 USC 40101), poco después del 11 de septiembre para compensar a las víctimas del ataque (o sus familias ) a cambio de su acuerdo de no demandar a las compañías aéreas involucradas. Kenneth Feinberg fue designado por el fiscal general John Ashcroft para ser el administrador especial del fondo. Desarrolló las regulaciones que gobiernan la administración del fondo y administró todos los aspectos del programa. La legislación autoriza al fondo a desembolsar un máximo de 7.375 millones de dólares, incluidos los gastos operativos y administrativos, de los fondos del gobierno de los Estados Unidos.

## En los Estados Unidos
Un obstáculo para los acuerdos fue el hecho de que muchas de las víctimas del World Trade Center eran profesionales financieros altamente remunerados. Las familias de estas víctimas consideraron que las ofertas de indemnización eran demasiado bajas y que, si un tribunal hubiera estudiado su caso de forma individual, se les habrían concedido cantidades mucho mayores. Esta preocupación tenía que equilibrarse con el tiempo, las complicaciones y los riesgos de llevar un caso individual, y la posibilidad real de que las compañías aéreas y sus aseguradoras pudieran quebrar antes de poder pagar la reclamación.
Este es un fondo diferente del Fondo del 11 de septiembre nombre similar y de la Compañía de Seguros Cautivos del World Trade Center.

## Compensación adicional
A pesar de la afirmación del Informe de la Comisión del 11 de septiembre de que el gobierno de Arabia Saudi no participó en los ataques, algunas familias del 11 de septiembre demandaron al gobierno de Arabia Saudi en 2016 en busca de una indemnización adicional. La demanda acusa a los saudíes de muerte por negligencia .

## En la cultura popular
- Worth (película de 2020)

## Publicaciones
- Feinberg, Kenneth (June 2012). Who Gets What: Fair Compensation after Tragedy and Financial Upheaval. New York City: PublicAffairs. ISBN 9781586489779.
- Feinberg, Kenneth. ¿Cuánto vale la vida ?: El esfuerzo sin precedentes para compensar a las víctimas del 11 de septiembre (2005), Perseus Books Group. ISBN 9781586484514